# دعم فني

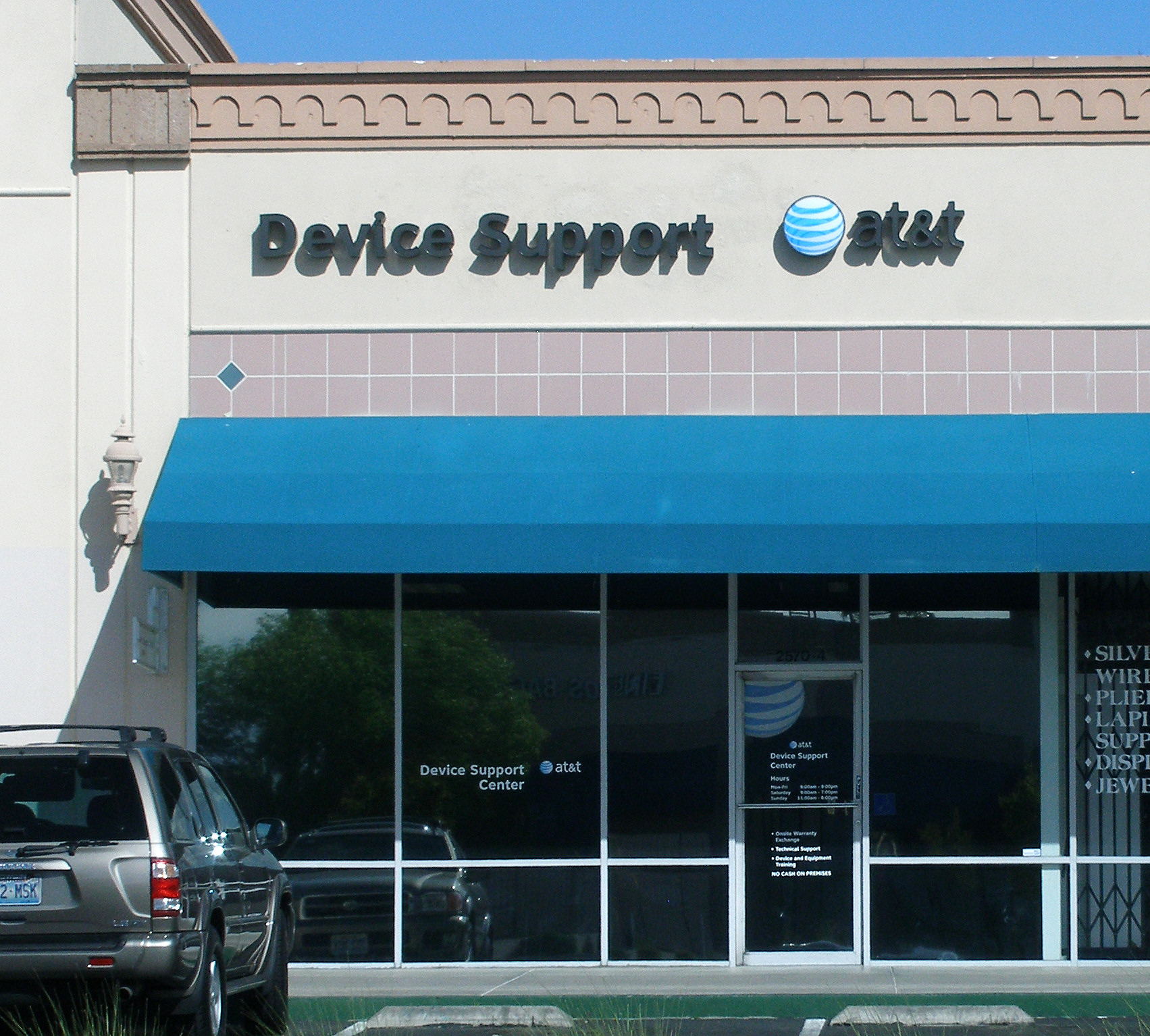

الدعم الفني يطلق مصطلح الدعم الفني على التخصص الذي يهتم بمساعدة الناس في كثير من الأشياء التقنية والفنية التي يجهلون حلها. وأما في الحاسب الألي فغالبا مايطلق على التخصص الذي يربط بين الأجزاء المادية أو البرامج.
والدعم الفني تخصص لا حصر له. أغلب الشركات الكبيرة التي تبيع أجهزتها أو برامجها أو تقدم خدمات عبر الشبكة وتقوم بدورها بتقديم خدمة الدعم الفني عن طريق الهاتف، البريد الإلكتروني أو مواقع الويب.

## أنواع الدعم الفني
1- دعم فني ميداني.
2-دعم فني عبر الهاتف.
3-دعم فنى دوري.
4-دعم فني اثناء التفعيل.

## الفرق بين الدعم الفني والصيانة
الاختلاف بينهما طفيف جدا فغالبا ما يحتاج الفني (الشخص الخبير بحل المشكلة) في قسم الصيانة إلى التوجه للجهاز، بينما الداعم الفني يعطي فقط المعلومة (حل المشكلة) مع إمكانية التوجه للجهاز في الحالات المستعصية.